# Graben du Saguenay
Le graben du Saguenay est une vallée québécoise dans laquelle on retrouve la population du Saguenay–Lac-Saint-Jean au Canada. Combinaison d'un effondrement tectonique et de l'érosion glaciaire, il est situé entre les monts Valin et la chaîne de montagne des Laurentides. Son nom est emprunté à la rivière qui la sillonne ; la rivière Saguenay. Il s'étire sur une longueur de 250 km par 50 km de largeur et plus de 275 000 personnes y habitent répartis dans 49 municipalités.

## Histoire
|  |

Le graben du Saguenay origine d'une profonde déchirure du bouclier canadien qui se serait produite il y a environ 950 millions d'années. Des failles secondaires se sont ensuite produites, créant un réseau de rivières qui alimentent le Graben du Saguenay. Par la suite, les glaciers ont sculpté le paysage.